# Museo Cultural Histórico

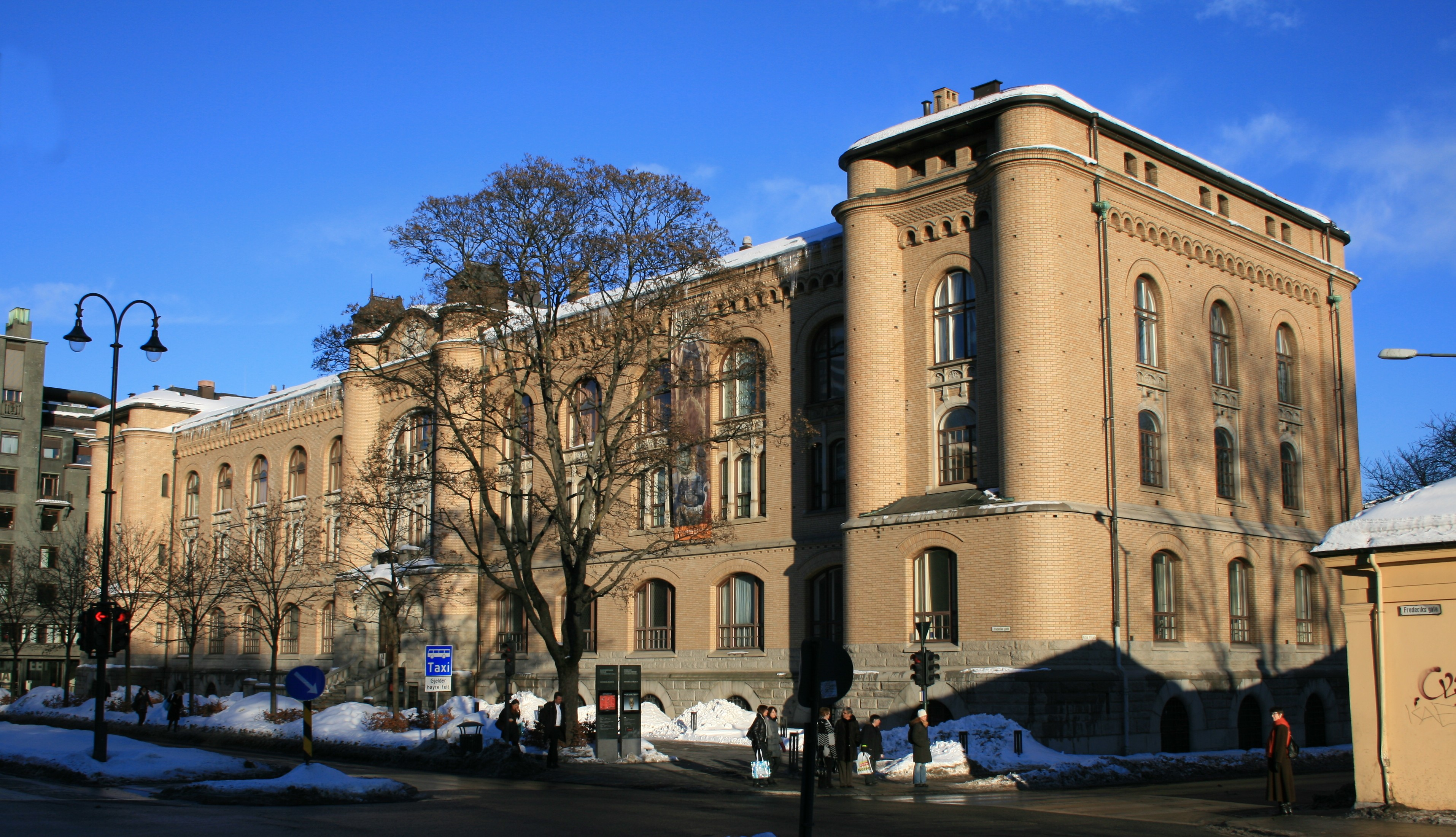
(Kulturhistorisk museum en noruego) Breve imagen de un MUSEO CULTURAL HISTORICO

El Museo Cultural Histórico (Kulturhistorisk museum en noruego) es una organización dependiente de la Universidad de Oslo en la capital de Noruega. Fundado en 1999 como Universitetets kulturhistoriske museum, por fusión de la colección  Oldsaksamlingen (que incluye el Museo de barcos vikingos de Bygdøy), la Myntkabinettet y el Museo etnográfico. En 2004 se cambió el nombre anterior por el actual.

El museo está dividido en dos localizaciones, el Museo Histórico y el Museo de los Barcos Vikingos. 